# Bahnstrecke Arnstadt–Saalfeld
| |                                                     |                                                 |                                                 |
| Streckennummer: | 6299                                                |                                                 |                                                 |
| Kursbuchstrecke (DB): | 561                                                 |                                                 |                                                 |
| Kursbuchstrecke: | 160 (1934) 163a (Rottenbach – Bad Blankenburg 1934) |                                                 |                                                 |
| Streckenlänge: | 47,850 km                                           |                                                 |                                                 |
| Spurweite: | 1435 mm (Normalspur)                                |                                                 |                                                 |
| Streckengeschwindigkeit: | 100 km/h                                            |                                                 |                                                 |
| |                                                     |                                                 |                                                 |
| \| \| \| von Neudietendorf \| \| \| \| 0,000 \| Arnstadt Hbf \| Arnstadt Hbf \| \| \| \| nach Ichtershausen \| \| \| \| \| nach Ritschenhausen \| \| \| \| \| Gera \| \| \| \| 4,70 \| Neubaustrecke Ebensfeld–Erfurt \| Neubaustrecke Ebensfeld–Erfurt \| \| \| 4,80 \| Bundesautobahn 71 \| Bundesautobahn 71 \| \| \| 5,610 \| Marlishausen \| Marlishausen \| \| \| 10,90 \| Niederwillingen (bis 1928 Roda-Niederwillingen) \| Niederwillingen (bis 1928 Roda-Niederwillingen) \| \| \| \| Wipfra \| \| \| \| 12,200 \| Niederwillingen \| Niederwillingen \| \| \| \| Bundesstraße 87 \| \| \| \| \| Ilmviadukt \| \| \| \| 15,860 \| Stadtilm \| Stadtilm \| \| \| \| Bundesstraße 90 \| \| \| \| 20,939 \| Singen (Thür) \| Singen (Thür) \| \| \| 25,833 \| Paulinzella \| Paulinzella \| \| \| \| von Katzhütte \| \| \| \| 31,098 \| Rottenbach \| Rottenbach \| \| \| \| Bundesstraße 88 \| \| \| \| 34,30 \| Quittelsdorf (bis 2011, bis 1954 Leutnitz) \| Quittelsdorf (bis 2011, bis 1954 Leutnitz) \| \| \| \| Schwarza \| \| \| \| 39,140 \| Bad Blankenburg (Thüringerw) \| Bad Blankenburg (Thüringerw) \| \| \| \| nach Rudolstadt-Schwarza \| \| \| \| \| Bundesstraße 85 \| \| \| \| 42,80 \| Wöhlsdorf (bis 1954) \| Wöhlsdorf (bis 1954) \| \| \| \| Saale \| \| \| \| \| Bundesstraße 85, Bundesstraße 281 \| \| \| \| \| von Großheringen und von Leipzig-Leutzsch \| \| \| \| \| Bundesstraße 85 \| \| \| \| 47,850 \| Saalfeld (Saale) \| Saalfeld (Saale) \| \| \| \| nach Probstzella \| \| |                                                     |                                                 |                                                 |
| Strecke |                                                     | von Neudietendorf                               | von Neudietendorf                               |
| Bahnhof | 0,000                                               | Arnstadt Hbf                                    | Arnstadt Hbf                                    |
| Abzweig geradeaus und ehemals nach links |                                                     | nach Ichtershausen                              | nach Ichtershausen                              |
| Abzweig geradeaus und nach rechts |                                                     | nach Ritschenhausen                             | nach Ritschenhausen                             |
| Brücke über Wasserlauf |                                                     | Gera                                            | Gera                                            |
| Kreuzung geradeaus unten | 4,70                                                | Neubaustrecke Ebensfeld–Erfurt                  | Neubaustrecke Ebensfeld–Erfurt                  |
| Strecke mit Straßenbrücke | 4,80                                                | Bundesautobahn 71                               | Bundesautobahn 71                               |
| Haltepunkt / Haltestelle | 5,610                                               | Marlishausen                                    | Marlishausen                                    |
| ehemaliger Bahnhof | 10,90                                               | Niederwillingen (bis 1928 Roda-Niederwillingen) | Niederwillingen (bis 1928 Roda-Niederwillingen) |
| Brücke über Wasserlauf |                                                     | Wipfra                                          | Wipfra                                          |
| Haltepunkt / Haltestelle | 12,200                                              | Niederwillingen                                 | Niederwillingen                                 |
| |                                                     | Bundesstraße 87                                 |                                                 |
| |                                                     | Ilmviadukt                                      |                                                 |
| Bahnhof | 15,860                                              | Stadtilm                                        | Stadtilm                                        |
| Strecke mit Straßenbrücke |                                                     | Bundesstraße 90                                 | Bundesstraße 90                                 |
| Haltepunkt / Haltestelle | 20,939                                              | Singen (Thür)                                   | Singen (Thür)                                   |
| Haltepunkt / Haltestelle | 25,833                                              | Paulinzella                                     | Paulinzella                                     |
| Abzweig geradeaus und von rechts |                                                     | von Katzhütte                                   | von Katzhütte                                   |
| Bahnhof | 31,098                                              | Rottenbach                                      | Rottenbach                                      |
| Brücke |                                                     | Bundesstraße 88                                 | Bundesstraße 88                                 |
| ehemaliger Haltepunkt / Haltestelle | 34,30                                               | Quittelsdorf (bis 2011, bis 1954 Leutnitz)      | Quittelsdorf (bis 2011, bis 1954 Leutnitz)      |
| Brücke über Wasserlauf |                                                     | Schwarza                                        | Schwarza                                        |
| Bahnhof | 39,140                                              | Bad Blankenburg (Thüringerw)                    | Bad Blankenburg (Thüringerw)                    |
| Abzweig geradeaus und ehemals nach links |                                                     | nach Rudolstadt-Schwarza                        | nach Rudolstadt-Schwarza                        |
| Brücke |                                                     | Bundesstraße 85                                 | Bundesstraße 85                                 |
| ehemaliger Bahnhof | 42,80                                               | Wöhlsdorf (bis 1954)                            | Wöhlsdorf (bis 1954)                            |
| Brücke über Wasserlauf |                                                     | Saale                                           | Saale                                           |
| Strecke mit Straßenbrücke |                                                     | Bundesstraße 85, Bundesstraße 281               | Bundesstraße 85, Bundesstraße 281               |
| Abzweig geradeaus und von links |                                                     | von Großheringen und von Leipzig-Leutzsch       | von Großheringen und von Leipzig-Leutzsch       |
| Strecke mit Straßenbrücke |                                                     | Bundesstraße 85                                 | Bundesstraße 85                                 |
| Bahnhof | 47,850                                              | Saalfeld (Saale)                                | Saalfeld (Saale)                                |
| Strecke |                                                     | nach Probstzella                                | nach Probstzella                                |

Die Bahnstrecke Arnstadt–Saalfeld ist eine eingleisige Hauptbahn in Thüringen. sie zweigt in Arnstadt aus der Bahnstrecke Neudietendorf–Ritschenhausen ab und führt über Stadtilm und Bad Blankenburg nach Saalfeld. Sie wird bei der Deutschen Bahn als Kursbuchstrecke 561 geführt, ist 48 Kilometer lang und wird im angenäherten Stundentakt abwechselnd von Regionalexpress- und Regionalbahnzügen bedient.

## Streckenverlauf

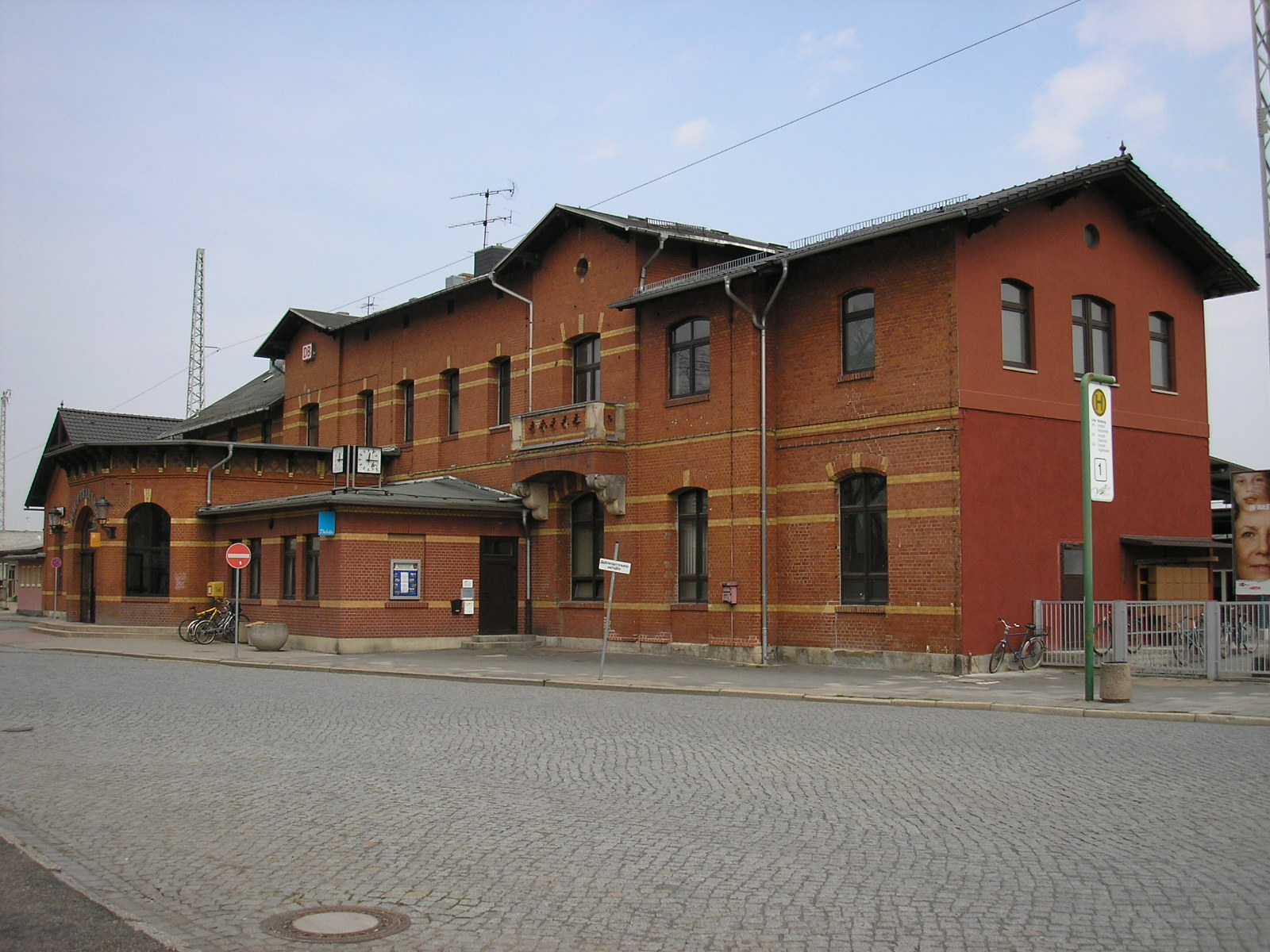
Arnstadt Hbf

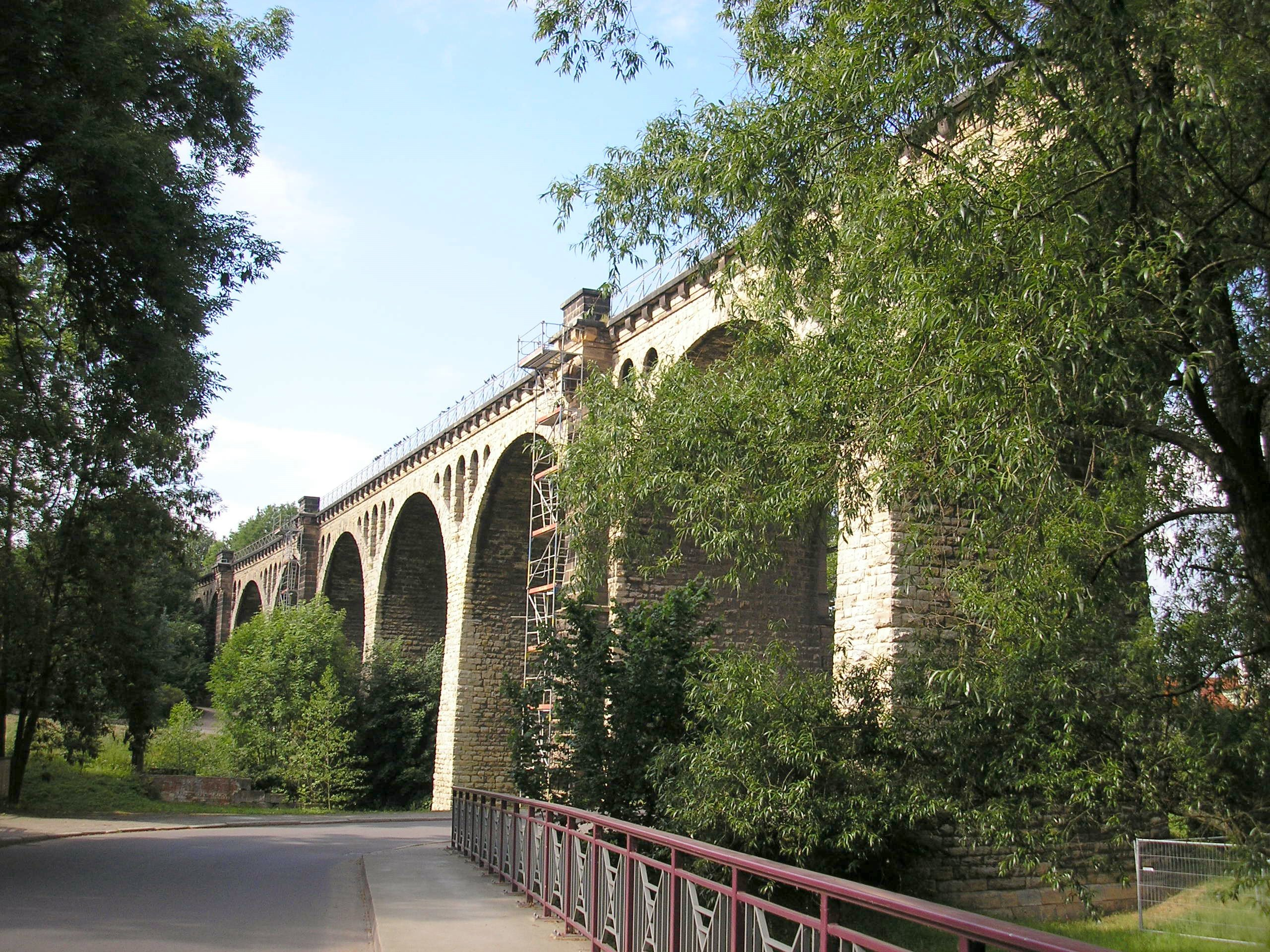
Ilmviadukt in Stadtilm

Die Bahnstrecke zweigt im Hauptbahnhof Arnstadt von der Bahnstrecke Neudietendorf–Ritschenhausen ab. Anschließend führt sie in östlicher Richtung aus dem Geratal vorbei an dem Ort Dornheim nach Marlishausen. Dort befindet sich der nächste Halt. In Marlishausen knickt sie in südliche Richtung ins Wipfratal ein, in dem sie bis zum nächsten Halt in Niederwillingen verläuft. Von hier aus führt sie über einen Höhenrücken zum Ilmtal, das in Stadtilm mit einem mächtigen denkmalgeschützten Viadukt gequert wird. Am Hang oberhalb des Tales liegt beim Stadtteil Oberilm auch der Bahnhof der Stadt. Weiter südlich führt die Strecke durch die hügeligen Landschaften der Saale-Ilm-Platte, wo auch der Haltepunkt Singen (Thür) liegt, bevor sie sich hinab ins Rottenbachtal schlängelt. Dort schwenkt die Bahnlinie wieder in östliche Richtung um und erreicht den Bahnhof Paulinzella. Anschließend führt sie hinab ins Tal der Rinne mit nächster Bahnstation Rottenbach. Hier zweigt nach Süden die Schwarzatalbahn nach Katzhütte ab. In östlicher Richtung folgt der Bahnhof Quittelsdorf, bevor die Stadt Bad Blankenburg erreicht wird. Bis 2000 zweigte hier eine Strecke nach Rudolstadt ab, die inzwischen stillgelegt und abgebaut wurde. Ab Schwarza folgt die Strecke dem Saaletal bis zum Bahnhof Saalfeld. Dort trifft sie auf die Saalbahn und die Bahnstrecke Gera–Saalfeld–Probstzella. Hier bestand bis 2017 Anschluss an die ICE-Züge der Relation Berlin–München.

## Geschichte
Die Bahnstrecke wurde am 18. Juni 1894 auf dem Abschnitt Arnstadt–Stadtilm und am 2. Dezember 1895 auf dem Abschnitt Stadtilm–Saalfeld eröffnet. Damals führte sie durch drei deutsche Teilstaaten: zwischen Arnstadt und Niederwillingen durch Schwarzburg-Sondershausen, zwischen Niederwillingen und Bad Blankenburg durch Schwarzburg-Rudolstadt sowie zwischen Bad Blankenburg und Saalfeld durch Sachsen-Meiningen. Anfangs wurde beim Bau darauf geachtet, Platz für ein zweites Gleis freizulassen. Allerdings blieb es nur bei einem Gleis. Die Strecke stellte die kürzeste Verbindung zwischen Erfurt und Saalfeld dar, sodass sich der Verkehr dort gut entwickelte.
Im Juli 2021 wurde die Bahnstrecke zwischen Saalfeld und Bad Blankenburg in Folge eines Unwetters auf 800 Meter so unterspült, dass die Bahnstrecke für mehrere Wochen unbefahrbar wurde.

## Zugbetrieb
Vor dem Zweiten Weltkrieg verkehrten zwei Eilzugpaare auf der Strecke. Diese führten Kurswagen nach Berlin und München. Aus der anderen Richtung fuhr ein solcher Zug von Saalfeld kommend und ging in Neudietendorf auf einen Schnellzug nach Erfurt über.
Seit Juni 2012 wird der Personenverkehr auf der Strecke von der Erfurter Bahn unter der Marke Elster Saale Bahn betrieben. Die stündlichen Regionalbahnen Erfurt–Arnstadt–Saalfeld verkehren seit Dezember 2017 bis Arnstadt vereinigt mit den Regionalbahnen Erfurt–Arnstadt–Ilmenau der Süd-Thüringen-Bahn, wodurch der zweistündliche Umstieg in Richtung Erfurt entfiel. Mit Ausnahme von Paulinzella werden alle Halte stündlich bedient, die Haltepunkte Marlishausen, Niederwillingen, Singen und Paulinzella sind Bedarfshalte. In Tagesrandlagen verkehren einzelne Expresszüge. Es kommen durchgängig Fahrzeuge vom Typ Regio-Shuttle zum Einsatz.
Am Morgen des 13. Juni 1981 kam es durch das Verschulden eines erheblich alkoholisierten Fahrdienstleiters zwischen Saalfeld und Bad Blankenburg zu einem schweren Frontalzusammenstoß von zwei Güterzügen. Zwei getötete Lokführer und erheblicher Sachschaden waren die Folge.